# Seznam pomníků z bitvy u Hradce Králové roku 1866, část 301–474
Seznam pomníků z bitvy u Hradce Králové roku 1866 představuje přehled funerální památek v místě významné pamatkové lokality, která odkazuje na největší bitvu v rámci českých zemí. Prostor prusko-rakouské bitvy u Hradce Králové z 3. července 1866 byl vyhláškou Ministerstva kultury ČR č. 208/1996 Sb. prohlášen krajinnou památkovou zónou Území bojiště u Hradce Králové. Evidováno je zde téměř 500 památek, z nichž většina se nachází v této památkové zóně. Největší koncentrace památek je v lese Svíb, o který se 3. července 1866 strhly kruté boje. Pomníky jsou přístupné po značených turistických a cyklistických trasách i po speciálních naučných stezkách –⁠⁠⁠⁠⁠⁠ například Naučná stezka Centrální bojiště Chlum, Naučná stezka Les Svíb nebo Naučná stezka ústup rakouské armády.
Již konce válečného roku 1866 začaly na bojišti vznikat první pomníky. Kromě provizorních pomníků to byli například Fürstenberský kříž na Chlumu nebo Liebigovo mauzoleum v Lípě. Jak paměť na bitvu, tak péče o pomníky a válečné hroby postupně upadala. Dne 16. listopadu 1888 byl položen základ Komitétu pro udržování památek z války roku 1866, který měl ustavující schůzi 2. prosince 1888 a začal o pomníky pečovat. Jeho zakladatelem se stal smiřický rodák Jan Nepomuk Steinský, který byl přímým účastníkem bitvy u Hradce Králové a stal se předsedou spolku až do roku 1911. Ještě před koncem 19. století vznikly další spolky ve Dvoře Králové nad Labem, dále v Jičíně, Mnichově Hradišti a Podolí, Trutnově, Liberci a Novém Bydžově. Tyto spolky z dalších východočeských měst zastřešil Ústřední komitét a vznikla nadace při odborné škole sochařské a kamenické v Hořicích, jejíž profesoři a studenti se významně podíleli na podobě válečných pomníků.
V roce 1891 komitét udržoval 227 pomníků ve více než 40 obcích a v následujících letech pracoval na vyhledávání a evidenci dalších pomníků. Také vyzval všechny zúčastněné vojenské jednotky, aby vybudovaly své pomníky, pokud tak ještě neučinily. V roce 1898 bylo v evidenci 319 pomníků, v roce 1901 přesně 400 a v roce 1912 již 419. Pomníky na bojišti vznikají kontinuálně do 21. století. Jeden z nejnovějších pomníků na bojišti se nachází v obci Střezetice a je věnován obětem jezdecké srážky právě v této obci, která vstoupila do dějin jako poslední velká srážka jízdy. V roce 2021 bylo evidováno 496 pomníků. K tomuto roku Muzeum východních Čech vypracovalo storymapu se záznamem všech pomníků na královéhradeckém bojišti.
Na přelomu 19. a 20. století začalo být bojiště vnímáno jako turistický cíl. Nejprve byl v roce 1894 dobřenickým statkářem Karlem Weinrichem postaven domek pro strážce válečných pomníků. Těmi byli v prvních letech veteráni z bitvy u Hradce Králové. V roce 1899 byla postavena nedaleko domku 25 metrů vysoká vyhlídková věž. Pro špatný stav byla po téměř sto letech v roce 1999 nahrazena vyhlídkovou věží s vysílačem o výšce bezmála 56 metrů. Ve stejném roce jako stará vyhlídková věž byl otevřen dnešní hostinec U polních myslivců. Od roku 1904 vznikalo v místech bojiště turistické značení. V den 70. výročí bitvy 3. července 1936 byla otevřena expozice Válečného muzea 1866 na Chlumu. O vznik muzea se velmi zasloužili máslojedský sedlák Josef Volf a královéhradecký středoškolský profesor Josef Simon.

Od roku 1993 je správcem areálu Muzeum východních Čech v Hradci Králové, které spolu s Komitétem pro udržování památek z války 1866 pečuje o památky v celé zóně. Tyto dvě organizace používají ve svých textech jednotné označení památníků evidenčními čísly.
| Seznam pomníků z bitvy u Hradce Králové roku 1866 | 1–150 \| 151–300 \| 301–474 |

| Seznam hrobů a pomníků z války roku 1866 na bojišti u Hradce Králové, část 301–474 | Seznam hrobů a pomníků z války roku 1866 na bojišti u Hradce Králové, část 301–474 | Seznam hrobů a pomníků z války roku 1866 na bojišti u Hradce Králové, část 301–474 | Seznam hrobů a pomníků z války roku 1866 na bojišti u Hradce Králové, část 301–474 | Seznam hrobů a pomníků z války roku 1866 na bojišti u Hradce Králové, část 301–474 |
| Pořadí                                                                             | Popis | Vznik                                                                              | Umístění                                                                           | Fotky                                                                              |
| ---------------------------------------------------------------------------------- | --- | ---------------------------------------------------------------------------------- | ---------------------------------------------------------------------------------- | ---------------------------------------------------------------------------------- |
| 301.                                                                               | Ve vnější zdi kostela sv. Jana Křtitele zasazená deska na památku 223 vojáků zde pohřbených. Deska je z černého kamene v pseudogotickém rámu. Podle návrhu prof. hořické školy Ant. Cechnera provedla hořická škola. Roku 1897 věnoval Komitét. | 1897                                                                               | Dohaličky                                                                          |                                                                                    |
| 302.                                                                               | Kříž typu č. 302A na společném hrobě rakouských a pruských vojáků. Prostý litinový kříž na pískovcovém soklu. V průsečíku ramen kříže plastické datum 3. 7. 1866. Tyto kříže zřizoval Komitét od roku 1897. | 1897                                                                               | Hejcmanka                                                                          |                                                                                    |
| 303.                                                                               | Vysoký litinový kříž na pískovcovém soklu označuje společný hrob rakouských vojáků, kteří zemřeli v obci. |                                                                                    | Máslojedy                                                                          |                                                                                    |
| 304.                                                                               | Kříž typu č. 302A na hrobě padlých bojovníků na okraji lesa při silnici do Horních Dohalic. Zřízen Komitétem roku 1897. | 1897                                                                               | les Holá (Horní Dohalice)                                                          |                                                                                    |
| 305.                                                                               | Kříž typu 302A na společném hrobě rakouských a pruských vojáků. Zřídil Komitét roku 1897. | 1897                                                                               | Dohalice,Dohaličky                                                                 |                                                                                    |
| 306.                                                                               | Kříž typu č. 298 na hrobě 17 rakouských a pruských vojáků. Zřídil Komitét roku 1897. | 1897                                                                               | Benátky                                                                            |                                                                                    |
| 307.                                                                               | Kříž typu č. 298 na hrobě 60 rakouských a pruských vojáků. Zřídil Komitét roku 1897. | 1897                                                                               | Benátky                                                                            |                                                                                    |
| 308.                                                                               | Kříž typu č. 298 na hrobě 8 rakouských a pruských vojáků. Zřídil roku 1897 Komitét. | 1897                                                                               | Benátky                                                                            |                                                                                    |
| 309.                                                                               | Kříž typu č. 302A na hrobě padlých vojáků. Zřídil Komitét roku 1897. | 1897                                                                               | Benátky                                                                            |                                                                                    |
| 310.                                                                               | Kříž typu č. 302A na vojenském hřbitově. Zřídil Komitét roku 1897. Zanikl. | 1897                                                                               | Máslojedy                                                                          |                                                                                    |
| 311.                                                                               | Kříž typu č. 302A na vojenském hřbitově. Zřídil Komitét roku 1897. Zanikl. | 1897                                                                               | Máslojedy                                                                          |                                                                                    |
| 312.                                                                               | Kříž typu č. 302A na vojenském hřbitově. Zřídil Komitét roku 1897. Zanikl. | 1897                                                                               | Máslojedy                                                                          |                                                                                    |
| 313.                                                                               | Kříž typu č. 302A na hrobě padlých vojáků. Zřídil roku 1897 Komitét. | 1897                                                                               | Svíb                                                                               |                                                                                    |
| 314.                                                                               | Kříž typu č. 302A na hrobě padlých vojáků zřídil Komitét roku 1897. | 1897                                                                               | Hejcmanka                                                                          |                                                                                    |
| 315.                                                                               | Kříž typu č. 302A na hrobě padlých vojáků zřídil Komitét roku 1897. | 1897                                                                               | Hejcmanka                                                                          |                                                                                    |
| 316.                                                                               | Kříž typu č. 302A na hrobě padlých vojáků. Stál u Šrámkova kříže. Zřídil Komitét roku 1897. | 1897                                                                               | Rozběřice                                                                          |                                                                                    |
| 317.                                                                               | Kříž typu č. 302A na hrobě padlých vojáků. Stál u Šrámkova kříže. Zřídil Komitét roku 1897. Zanikl. | 1897                                                                               | Rozběřice                                                                          |                                                                                    |
| 318.                                                                               | Kříž typu č. 302A na hrobě padlých vojáků. Stál blíže Hejcmanky. Zřídil Komitét roku 1897. Zanikl. Obnoven péčí Komitétu 1866 v roce 2023. | 1897, 2023                                                                         | Rozběřice                                                                          |                                                                                    |
| 319.                                                                               | Kříž typu č. 302A na hrobě padlých vojáků. Zřídil Komitét roku 1897. | 1897                                                                               | Svíb                                                                               |                                                                                    |
| 320.                                                                               | Pomník rakouského 74. pěšího pluku. Monumentální pískovcový obelisk zdobený velkým reliéfem rakouského orla. Návrh vypracovali profesoři hořické školy V. Dokoupil a V. Weinzettl. Práce provedla firma Jar. Hatle & Fr. Vejs. Věnován plukem. Památka vysvěcena 3. 7. 1898. Stojí uprostřed šachetních hrobů. | 1898                                                                               | Horní Přím                                                                         |                                                                                    |
| 321.                                                                               | Kříž typu č. 302A na společném hrobě v místech padlých rakouských a saských dělostřelců. Hrob se nachází v původním dělostřeleckém postavení. Zřídil Komitét. | 1898                                                                               | Žižkův stůlRosnice                                                                 |                                                                                    |
| 322.                                                                               | Kříž typu č. 302A na společném hrobě v místech padlých rakouských a saských dělostřelců. Hrob se naehází v původním dělostřeleckém postavení. Zřídil Komitét. | 1899                                                                               | Žižkův stůlRosnice                                                                 |                                                                                    |
| 323.                                                                               | Kříž typu č. 302A na hrobě padlých vojáků při cestě do Trotiny. Zřídil Komitét roku 1899. Zanikl. | 1899                                                                               | Zderaz                                                                             |                                                                                    |
| 324.                                                                               | Kříž typu č. 302A na společném hrobě v místech padlých rakouských a saských dělostřelců. Zřídil Komitét. | 1899                                                                               | Rosnice                                                                            |                                                                                    |
| 325.                                                                               | Kříž typu č. 302A na hrobě padlých vojáků. Stál v obci u silnice. Zřídil Komitét roku 1899. Zanikl. | 1899                                                                               | Máslojedy                                                                          |                                                                                    |
| 326.                                                                               | Kříž typu č. 302A. Zřídil Komitét roku 1899. Přemístěn. Původně stál ve Světí u silnice do Nedělišť. | 1899                                                                               | Neděliště                                                                          |                                                                                    |
| 327.                                                                               | Kříž typu č. 302A na hrobě padlých vojáků. Stál v zahradě čp. 2 u zdi stodoly. Zřídil Komitét roku 1899. Zanikl. | 1899                                                                               | Benátky                                                                            |                                                                                    |
| 328.                                                                               | Kříž typu 302A na hrobě padlých vojáků stojí na dělostřelecké polní hradbě č. I. Zřídil Komitét roku 1899. | 1899                                                                               | Neděliště                                                                          |                                                                                    |
| 329.                                                                               | Kříž typu č. 302A. Zřídil Komitét roku 1899. Přemístěn, původně stál na dělostřelecké polní hradbě č. II. | 1899                                                                               | Neděliště                                                                          |                                                                                    |
| 330.                                                                               | Kříž typu č. 302A na hrobě padlých vojáků při cestě do Dolního Přímu. Zřídil Komitét roku 1899. Zanikl. | 1899                                                                               | Stěžery                                                                            |                                                                                    |
| 331.                                                                               | Kříž typu 302A na hrobě rakouských dělostřelců. Zřídil Komitét. | 1899                                                                               | Plotiště nad Labem                                                                 |                                                                                    |
| 332.                                                                               | Kříž typu č. 302A na hrobě padlých vojáků za vsí ve směru ke Všestarům. Zřídil Komitét roku 1899. Zanikl. | 1899                                                                               | Probluz                                                                            |                                                                                    |
| 333.                                                                               | Kříž typu č. 302A na hrobě padlých vojáků. Zřídil Komitét. | 1899                                                                               | Probluz                                                                            |                                                                                    |
| 334.                                                                               | Kříž typu 302A na hrobě padlých vojáků. Zřídil Komitét roku 1899. Přemístěn. | 1899                                                                               | Bor                                                                                |                                                                                    |
| 335.                                                                               | Kříž typu č. 302A na hrobě padlých vojáků. Zřídil komitét roku 1899. | 1899                                                                               | Svíb                                                                               |                                                                                    |
| 336.                                                                               | Kříž typu č. 302A na hrobě padlých vojáků. Zřídil Komitét roku 1899. | 1899                                                                               | Svíb                                                                               |                                                                                    |
| 337.                                                                               | Kříž typu č. 302A na hrobě padlých vojáků. Zřídil Komitét roku 1899. | 1899                                                                               | Svíb                                                                               |                                                                                    |
| 338.                                                                               | Kříž typu č. 302A na hrobě padlých vojáků. Zřídil Komitét roku 1899. | 1899                                                                               | Svíb                                                                               |                                                                                    |
| 339.                                                                               | Kříž typu č. 302A na hrobě padlých vojáků. Zřídil Komitét roku 1899. Přemístěn, památka stála původně u svodnice v poli mezi Máslojedy a Hořiněvsí. Roku 1977 zničený kříž renovován a přemístěn na nynější místo. | 1899                                                                               | Hořiněves                                                                          |                                                                                    |
| 340.                                                                               | Kříž typu č. 302A na hrobě padlých vojáků. Zřídil Komitét. | 1899                                                                               | les Holá (Horní Dohalice)                                                          |                                                                                    |
| 341.                                                                               | Kříž typu č. 302A na hrobě padlých vojáků. Zřídil Komitét. | 1899                                                                               | les Holá (Horní Dohalice)                                                          |                                                                                    |
| 342.                                                                               | Kříž typu č. 302A na hrobě padlých vojáků. Zřídil Komitét. | 1899                                                                               | les Holá (Horní Dohalice)                                                          |                                                                                    |
| 343.                                                                               | Pomník rakouského 4. pěšího pluku. Monumentální figurální pomník. Na skále z červené litické žuly stojí sousoší vojína podpírajícího raněného důstojníka z mědi. Návrh od sochaře Gustava von Lichtenberg. Sousoší z tepané mědi vyrobila firma Alexandra Nehra z Vídně. Kamenické práce provedl sochař František Slanec. Památka věnovaná plukem byla odhalena 7. 9. 1902.                                                                                      | 1902                                                                               | Rozběřice                                                                          |                                                                                    |
| 344.                                                                               | Kříž typu č. 302A na hrobě padlých vojáků. Zřídil Komitét. | 1900                                                                               | Svíb                                                                               |                                                                                    |
| 345.                                                                               | Pískovcový pomník na hrobě strážce pomníků na královéhradeckém bojišti invalidy šikovatele Františka Neussera, který zemřel r. 1898, věnoval r. 1899 Komitét. Památka zanikla. | 1899                                                                               | Pouchov                                                                            |                                                                                    |
| 346.                                                                               | Pseudogotické ossarium z hořického pískovce se žulovým sarkofágem. Podle plánů prof. F. v. Schmidta z Vídně zhotovil vídeňský stavební rada Wasserburger. Práce řídil F. Vondráček z hořické školy, která stavbu realizovala. Ossarium původně zhotovené z litavského vápence a vysvěcené 2. 11. 1899, muselo být pro špatný stav sneseno. Obnovené ossarium pochází z roku 1936.                                                                                | 1899                                                                               | Chlum                                                                              |                                                                                    |
| 347.                                                                               | Kříž typu č. 302B na hrobě padlých vojáků. Menší varianta prostého litinového kříže na pískovcovém soklu. V průsečíku ramen kříže plastický letopočet 1866. Zřídil Komitét roku. | 1900                                                                               | Svíb                                                                               |                                                                                    |
| 348.                                                                               | Kříž typu č. 302A na hrobě padlých vojáků. Zřídil Komitét. | 1900                                                                               | Svíb                                                                               |                                                                                    |
| 349.                                                                               | Kříž typu č. 302A na hrobě padlých vojáků. Zřídil Komitét. | 1900                                                                               | Svíb                                                                               |                                                                                    |
| 350.                                                                               | Kříž typu č. 302B na hrobě padlých vojáků. Zřídil Komitét. | 1900                                                                               | Svíb                                                                               |                                                                                    |
| 351.                                                                               | Kříž typu č. 302B na hrobě padlých vojáků. Zřídil Komitét. | 1900                                                                               | Svíb                                                                               |                                                                                    |
| 352.                                                                               | Kříž typu č. 302B na hrobě padlých vojáků. Zřídil Komitét. | 1900                                                                               | Svíb                                                                               |                                                                                    |
| 353.                                                                               | Kříž typu č. 302B na hrobě padlých vojáků. Zřídil Komitét. | 1900                                                                               | Svíb                                                                               |                                                                                    |
| 354.                                                                               | Kříž typu č. 302B na hrobě padlých vojáků. Zřídil Komitét. | 1900                                                                               | Svíb                                                                               |                                                                                    |
| 355.                                                                               | Kříž typu č. 302B na hrobě padlých vojáků. Zřídil Komitét. | 1900                                                                               | Svíb                                                                               |                                                                                    |
| 356.                                                                               | Kříž typu č. 302B na hrobě padlých vojáků. Zřídil Komitét. | 1900                                                                               | Svíb                                                                               |                                                                                    |
| 357.                                                                               | Kříž typu č. 302A na hrobě padlých vojáků. Zřídil Komitét. | 1900                                                                               | Svíb                                                                               |                                                                                    |
| 358.                                                                               | Kříž typu č. 298 věnovaný Františku Kozákovi od rakouského 14. praporu polních myslivců. Zřídil Komitét roku. | 1900                                                                               | Hněvčeves                                                                          |                                                                                    |
| 359.                                                                               | Kříž typu č. 302B na hrobě padlých vojáků. Zřídil Komitét. | 1900                                                                               | Svíb                                                                               |                                                                                    |
| 360.                                                                               | Kříž typu č. 302B na hrobě padlých vojáků. Zřídil Komitét. | 1900                                                                               | Svíb                                                                               |                                                                                    |
| 361.                                                                               | Kříž typu č. 302B na hrobě padlých vojáků. Zřídil Komitét. | 1900                                                                               | Svíb                                                                               |                                                                                    |
| 362.                                                                               | Kříž typu č. 302B na hrobě padlých vojáků. Zřídil Komitét. | 1900                                                                               | Svíb                                                                               |                                                                                    |
| 363.                                                                               | Kříž typu č. 302B na hrobě padlých vojáků. Zřídil Komitét. | 1900                                                                               | Svíb                                                                               |                                                                                    |
| 364.                                                                               | Kříž typu č. 302B na hrobě padlých vojáků. Zřídil Komitét. | 1900                                                                               | Svíb                                                                               |                                                                                    |
| 365.                                                                               | Kříž typu č. 302B na hrobě padlých vojáků. Zřídil Komitét. | 1900                                                                               | Svíb                                                                               |                                                                                    |
| 366.                                                                               | Kříž typu č. 302B na hrobě padlých vojáků. Zřídil Komitét. | 1900                                                                               | Svíb                                                                               |                                                                                    |
| 367.                                                                               | Kříž typu č. 302B na hrobě padlých vojáků. Zřídil Komitét. | 1900                                                                               | Svíb                                                                               |                                                                                    |
| 368.                                                                               | Kříž typu č. 302B na hrobě padlých vojáků. Zřídil Komitét. | 1901                                                                               | Svíb                                                                               |                                                                                    |
| 369.                                                                               | Kříž typu č. 302B na hrobě padlých vojáků. Zřídil Komitét. | 1901                                                                               | Svíb                                                                               |                                                                                    |
| 370.                                                                               | Kříž typu č. 302A na hrobě padlých vojáků. Zřídil Komitét. | 1901                                                                               | Svíb                                                                               |                                                                                    |
| 371.                                                                               | Kříž typu č. 302A na hrobě padlých vojáků. Zřídil Komitét. | 1901                                                                               | Svíb                                                                               |                                                                                    |
| 372.                                                                               | Kříž typu č. 302B na hrobě padlých vojáků. Zřídil Komitét. | 1901                                                                               | Svíb                                                                               |                                                                                    |
| 373.                                                                               | Kříž typu č. 302A na hrobě padlých vojáků. Zřídil Komitét. | 1901                                                                               | Svíb                                                                               |                                                                                    |
| 374.                                                                               | Kříž typu č. 302A na hrobě padlých vojáků. Zřídil Komitét. | 1901                                                                               | Svíb                                                                               |                                                                                    |
| 375.                                                                               | Kříž typu č. 302A na hrobě padlých vojáků. Zřídil Komitét. | 1901                                                                               | Svíb                                                                               |                                                                                    |
| 376.                                                                               | Kříž typu č. 302A na hrobě padlých vojáků. Zřídil Komitét. | 1901                                                                               | Svíb                                                                               |                                                                                    |
| 377.                                                                               | Kříž typu č. 302A na hrobě padlých vojáků. Zřídil Komitét. | 1901                                                                               | Svíb                                                                               |                                                                                    |
| 378.                                                                               | Kříž typu č. 302A na hrobě padlých vojáků. Zřídil Komitét. | 1901                                                                               | Svíb                                                                               |                                                                                    |
| 379.                                                                               | Kříž typu č. 302A na hrobě padlých vojáků. Zřídil Komitét. | 1901                                                                               | Svíb                                                                               |                                                                                    |
| 380.                                                                               | Kříž typu č. 302A na hrobě padlých vojáků. Zřídil Komitét. | 1901                                                                               | Svíb                                                                               |                                                                                    |
| 381.                                                                               | Dvě plastiky lvů z mušlového vápence. Sochy pocházejí z Itálie a byly darovány rakouským ministerstvem války Ústřednímu spolku. Instalovány roku 1900. Byli zhotoveni rakouskými sochaři, kteří sloužili jako vojáci v Itálii. | 1900                                                                               | Chlum                                                                              |                                                                                    |
| 382.                                                                               | Pomník rakouské Knebelovy brigády od X. armádního sboru. Plastika lva z mušlového vápence. Socha též pochází z Itálie a byla darována rakouským ministerstvem války Ústřednímu spolku. Byl zhotoven rakouskými sochaři, kteří sloužili jako vojáci v Itálii. Socha instalována nejspíše r. 1901. Na soklu vytesáno chybné č. 352. | 1901                                                                               | Dohalice                                                                           |                                                                                    |
| 383.                                                                               | Pomník rakouského 51. pěšího pluku. Monumentální pomník z hořického pískovce ve tvaru mohutné tumby zdobené rakouským a uherským znakem, na níž stojí vysoký sloup na vrcholu s křížem. Návrh vypracoval architekt Václav Weinzettl a provedla firma Hatle & Vejs z Hořic. Věnoval pluk. Pomník vysvěcen 21. 9. 1902. | 1902                                                                               | Svíb                                                                               |                                                                                    |
| 384.                                                                               | Kříž typu č. 302B (zachován jen sokl) na hrobě 20 rakouských a pruských vojáků. Zřídil Komitét roku. | 1901                                                                               | Lípa                                                                               |                                                                                    |
| 385.                                                                               | Kříž typu č. 302 na hrobě 17 rakouských a pruských vojáků. Zřídil Komitét roku 1901. Kříž byl nahrazen pískovcovou pyramidou č. 430. | 1901                                                                               | Lípa                                                                               |                                                                                    |
| 386.                                                                               | Kříž typu č. 302 na hrobě 30 rakouských a pruských vojáků. Zřídil Komitét roku 1902. Zanikl. | 1902                                                                               | Lípa                                                                               |                                                                                    |
| 387.                                                                               | Kříž typu č. 302 na hrobě 140 rakouských a pruských vojáků. Zřídil Komitét roku 1902. Zanikl. Nahrazen památkou č. 429. | 1902                                                                               | Lípa                                                                               |                                                                                    |
| 388.                                                                               | Původně malá pískovcová pyramida stojící na hrobě pruského lékaře a 2 rakouských vojáků. Zničena roku 1901. Roku 1902 nahrazena křížem typu č. 302 věnovaným Komitétem. Kříž rovněž zničen. Jeho sokl přenesen na vojenský hřbitov za zámkem v Nedělištích. |                                                                                    | Neděliště                                                                          |                                                                                    |
| 389.                                                                               | Křiž typu č. 302A na hrobě padlých vojáků. Zřídil Komitét. | 1902                                                                               | Rosnice                                                                            |                                                                                    |
| 390.                                                                               | Kříž typu č. 302A na hrobě padlých rakouských a saských dělostřelců pohřbených ve svých postaveních. Zřídil Komitét. | 1902                                                                               | Rosnice                                                                            |                                                                                    |
| 391.                                                                               | Kříž typu č. 302 na hrobě 50 rakouských a saských vojáků. Zřídil Komitét. Zanikl. | 1902                                                                               | Rosnice                                                                            |                                                                                    |
| 392.                                                                               | Pískovcová typová pyramida s nápisem „Zde odpočívá 7 rakouských a 30 pruských a 90 kroků odtud 150 rakouských vojáků", která nahrazuje původní kříž typu č. 302. Pomník věnován roku 1902 Komitétem. Na památce chybné č. 210. | 1902                                                                               | Všestary                                                                           |                                                                                    |
| 393.                                                                               | Kříž typu č. 302 na hrobě 150 rakouských vojáků. Zřídil Komitét roku 1902. Zanikl. Nahrazen pomníkem č. 392. | 1902                                                                               | Všestary                                                                           |                                                                                    |
| 394.                                                                               | Kříž typu č. 302 na hrobě 7 rakouských vojáků. Zřídil Komitét roku 1902. Zanikl. | 1902                                                                               | Všestary                                                                           |                                                                                    |
| 395.                                                                               | Kříž typu č. 302 na hrobě padlých vojáků. Zřídil Komitét roku 1902. Zanikl. | 1902                                                                               | Rosnice                                                                            |                                                                                    |
| 396.                                                                               | Kříž typu č. 302A na hrobě padlých vojáků. Zřídil Komitét roku 1902. Přenesen. | 1902                                                                               | Bor                                                                                |                                                                                    |
| 397.                                                                               | Kříž typu č. 302A na hrobě padlých vojáků. Zřídil Komitét roku 1902. Přenesen. | 1902                                                                               | Bor                                                                                |                                                                                    |
| 398.                                                                               | Kříž typu č. 298 na hrobě 50 rakouských a pruských vojáků. Zřídil Komitét roku 1902. Nahrazuje památku č. 252. | 1902                                                                               | Bříza                                                                              |                                                                                    |
| 399.                                                                               | Kříž typu č. 302 na hrobě 10 rakouských a pruských vojáků. Zřídil Komitét roku 1902. Stojí u čp. 11 při cestě do polí. | 1902                                                                               | Rosnice                                                                            |                                                                                    |
| 400.                                                                               | Mohutný pískovcový stélový secesní pomník s bustou saského krále Alberta a saskými královskými atributy. Věnoval Komitét. Zhotoven byl z podnětu J. Steinského odbornou školou kamenosochařskou v Hořicích podle návrhu V. Weinzettla. Technický dozor měl prof. hořické školy Karel Legrain a kamenický mistr téže školy F. Vondráček. Pomník odhalen 24. 7. 1904.                                                                                              | 1904                                                                               | Probluz                                                                            |                                                                                    |
| 401.                                                                               | Pomník rakouského 27. praporu polních myslivců. Mohutný pískovcový stélový pomník. Věnoval Komitét. Odhalen pravděpodobně r. 1904. | 1904                                                                               | Máslojedy                                                                          |                                                                                    |
| 402.                                                                               | Mohutný pískovcový stélový secesní pomník věnovaný 4 vojákům rakouského 9. praporu polních myslivců a bývalému bojovníku z roku 1866 Josefu Holdíkovi ze Sendražic. Památka věnována sochařskou odbornou školou v Hořicích a byla vysvěcena 17. 9. 1905. | 1905                                                                               | Sendražice                                                                         |                                                                                    |
| 403.                                                                               | Pískovcová typová pyramida na hrobě 64 rakouských a pruskýeh vojáků. Vznikla pravděpodobně r. 1905. | 1905                                                                               | Máslojedy                                                                          |                                                                                    |
| 404.                                                                               | Kříž typu č. 302A na hrobě 17 padlých vojáků. Zřídil Komitét 1. 12. 1905. | 1905                                                                               | Čistěves                                                                           |                                                                                    |
| 405.                                                                               | Kříž typu č. 302A na hrobě 7 padlých vojáků. Zřfdil Komitét roku 1905. | 1905                                                                               | Lípa                                                                               |                                                                                    |
| 406.                                                                               | Kříž typu č. 302 na hrobě 8 padlých vojáků. Zřídil Komitét 1906. Kříž zanikl. Nacházel se na jihozápadním okraji obce směrem k Třesovicím. | 1906                                                                               | Lípa                                                                               |                                                                                    |
| 407.                                                                               | Pískovcová typová pyramida stojící na polní hradbě č. VI. Věnovaná památce další rakouské hrdinné baterie č. 7./XII. setníka Josefa Kuhna. Zřídil Komitét na místě kříže typu č. 302A. Pomník odhalen 3. 7. 1991. Bylo zde pohřbeno 11 vojáků. | 1991                                                                               | Lípa                                                                               |                                                                                    |
| 408.                                                                               | Pomník rakouského 30. praporu polních myslivců. Monumentální secesní pískovcový pylon ozdobený na vrcholu plastikou mysliveckého klobouku z téhož materiálu. Práce firmy Hatle & Vejs z Hořic. Věnován praporem a odhalen 3. 7. 1906. | 1906                                                                               | Svíb                                                                               |                                                                                    |
| 409.                                                                               | Kříž typu č. 302A na hrobě padlých vojáků. Zřídil Komitét. | 1992                                                                               | Svíb                                                                               |                                                                                    |
| 410.                                                                               | Kříž typu č. 302A na hrobě padlých vojáků. Zřídil Komitét. | 1907                                                                               | Svíb                                                                               |                                                                                    |
| 411.                                                                               | Kříž typu č. 302B na hrobě padlých vojáků. Zřídil Komitét. | 1907                                                                               | Svíb                                                                               |                                                                                    |
| 412.                                                                               | Kříž typu č. 302B na hrobě padlých vojáků. Zřídil Komitét. | 1907                                                                               | Svíb                                                                               |                                                                                    |
| 413.                                                                               | Kříž typu č. 302A na hrobě padlých vojáků. Zřídil Komitét. | 1907                                                                               | Svíb                                                                               |                                                                                    |
| 414.                                                                               | Křiž typu č. 302 na hrobě padlých vojáků. Zřídil Komitét v červnu roku 1907. Zanikl. | 1907                                                                               | Benátky                                                                            |                                                                                    |
| 415.                                                                               | Pomník rakouského 8. pěšího pluku. Vysoký pískovcový hranolový pomník na vrcholu s vojenskými emblémy z litiny. Věnován plukem. | 1908                                                                               | Svatý Alois                                                                        |                                                                                    |
| 416.                                                                               | Žulová skála s mramorovou nápisní deskou a bronzovým portrétem první~o protektora Ústředního spolku pro udržování vojenských pomníků Viléma prince ze Schaumburg-Lippe. Model bronzového portrétu zhotovil prof. hořické školy Moriz Černil. Pomník odhalený 24. 5. 1908 věnoval Ústřední spolek. | 1908                                                                               | Chlum                                                                              |                                                                                    |
| 417.                                                                               | Nízký pískovcový pultový pomník s kovovým křížem věnovaný pruskému mjr. Alexandru Ristowovi, veliteli l. pěšího oddělení braniborského dělostřeleckého pluku č. 3. | 1908                                                                               | Hořice                                                                             | pomníky jsou popsány zleva doprava                                                 |
| 418.                                                                               | Pískovcový hranol s křížem a nápisní deskou věnovaný rakouskému podporučíkovi Albertu von Otroban. | 1908                                                                               | Hořice                                                                             | pomníky jsou popsány zleva doprava                                                 |
| 419.                                                                               | Pomník pruské pěší brigády č. 21 (1. dolnoslezský granátnický pluk č. 10 a 3. dolnoslezský pěší pluk č. 50). Mohutná pískovcová skála s reliéfem pruské orlice a velkou mramorovou nápisní deskou. Práce Zdeňka Ježka z Hradce Králové. Věnoval spolek pro udržování hrobů a pomníků z roku 1865 v Čechách a ve Slezsku z Vratislavi roku 1908. Pomník byl roku 1941 přemístěn.                                                                                  | 1908                                                                               | Bříza                                                                              |                                                                                    |
| 420.                                                                               | Kříž typu č. 302B na hrobě padlých vojáků. Zřídil Komitét. | 1908                                                                               | Komárov                                                                            |                                                                                    |
| 421.                                                                               | Kříž typu č. 302 na hrobě padlých vojáků. Zřídil Komitét. Zanikl. | 1908                                                                               | Svatý Alois                                                                        |                                                                                    |
| 422.                                                                               | Kříž typu č. 302 B na hrobě padlých vojáků. Zřídil Komitét. | 1908                                                                               | Komárov                                                                            |                                                                                    |
| 423.                                                                               | Pískovcový secesní pomník tvořený dvěma kvádry a křížem na hrobě rakouského kadeta Carla Sonnewenda od 10. pěší pluku. Věnoval Komitét. | 1909/1910                                                                          | Velichovky                                                                         |                                                                                    |
| 424.                                                                               | Pomník všeobecného věnování rakouským vojákům padlým v obci Bříza. Pískovcová skála, na níž je nasazen kříž z téhož materiálu. Práce Zdeňka Ježka z Hradce Králové. Památka postavena roku 1910. | 1910                                                                               | Bříza                                                                              |                                                                                    |
| 425.                                                                               | Původně kříž typu č. 302B na hrobě tří hulánů od pruského westfálského hulánského pluku č. 5 byl nahrazen pískovcovým pomníkem, který věnovali Aleš Zlatohlávek a Ing. Josef Komárek. Odhalen 29. 10. 1994. | 1994                                                                               | Třesovický les                                                                     |                                                                                    |
| 426.                                                                               | Kříž typu č. 302B na hrobě padlých vojáků. Zřídil Komitét. |                                                                                    | Svíb                                                                               |                                                                                    |
| 427.                                                                               | Kříž typu č. 302B na hrobě jednoho padlého vojáka. Zřídil Komitét. |                                                                                    | Dohaličky                                                                          |                                                                                    |
| 428.                                                                               | Oltář při levé stěně chrámové lodě věnovaný památce rakouského mjr. Stanislause rytiře von Strzelecki od 51. pěšího pluku a dalších 13 rakouských důstojníků. Roku 1868 nechala oltář zřídit manželka jmenovaného důstojníka. | 1868                                                                               | Všestary –⁠⁠⁠⁠⁠⁠ Kostel Nejsvětější Trojice                                              |                                                                                    |
| 429.                                                                               | Ozdobný litinový kříž na pískovcovém soklu věnovaný 140 rakouským a pruským vojákům. Tento pomník nahrazuje kříž typu č. 302 zřízený Komitétem roku 1902 a mající č. 387. |                                                                                    | Lípa                                                                               |                                                                                    |
| 430.                                                                               | Pískovcová typová pyramida na hrobě 17 rakouských vojáků. Tento pomník nahrazuje kříž typu č. 302 zřízený Komitétem roku 1901 a mající č. 385. | 1901                                                                               | Lípa                                                                               |                                                                                    |
| 431.                                                                               | Kříž typu č. 12 na hrobě 40 rakouských a pruských vojáků. Zanikl. |                                                                                    | Rosnice                                                                            |                                                                                    |
| 432                                                                                | Pískovcová typová pyramida. Pomnílc všeobecného věnování. Zřízen Komitétem. |                                                                                    | Dlouhé Dvory                                                                       |                                                                                    |
| 433.                                                                               | Pomník II. praporu rakouského 2l. pěšího pluku. Žulový sloup na pískovcové skále. Původně tato památka patřila rakouskému plk. C. Poeckhovi. |                                                                                    | Svíb                                                                               |                                                                                    |
| 434.                                                                               | Křiž typu č. 302A na hrobě padlých vojáků. Zřídil Komitét. |                                                                                    | Svíb                                                                               |                                                                                    |
| 435.                                                                               | Křiž typu č. 302A na hrobě padlých vojáků. Zřídil Komitét. |                                                                                    | Svíb                                                                               |                                                                                    |
| 436.                                                                               | Křiž typu č. 302A na hrobě padlých vojáků. Zřídil Komitét. |                                                                                    | Svíb                                                                               |                                                                                    |
| 437.                                                                               | Křiž typu č. 302A na hrobě padlých vojáků. Zřídil Komitét. |                                                                                    | Svíb                                                                               |                                                                                    |
| 438.                                                                               | Křiž typu č. 302A na hrobě padlých vojáků. Zřídil Komitét. |                                                                                    | Svíb                                                                               |                                                                                    |
| 439.                                                                               | Křiž typu č. 302A na hrobě padlých vojáků. Zřídil Komitét. |                                                                                    | Svíb                                                                               |                                                                                    |
| 440.                                                                               | Křiž typu č. 302A na hrobě padlých vojáků. Zřídil Komitét. |                                                                                    | Svíb                                                                               |                                                                                    |
| 441.                                                                               | Křiž typu č. 302A na hrobě padlých vojáků. Zřídil Komitét. |                                                                                    | Svíb                                                                               |                                                                                    |
| 442.                                                                               | Křiž typu č. 302A na hrobě padlých vojáků. Zřídil Komitét. |                                                                                    | Svíb                                                                               |                                                                                    |
| 443.                                                                               | Křiž typu č. 302B na hrobě padlých vojáků. Zřídil Komitét. |                                                                                    | Svíb                                                                               |                                                                                    |
| 444.                                                                               | Křiž typu č. 302A na hrobě padlých vojáků. Zřídil Komitét. |                                                                                    | Svíb                                                                               |                                                                                    |
| 445.                                                                               | Křiž typu č. 302A na hrobě padlých vojáků. Zřídil Komitét. |                                                                                    | Svíb                                                                               |                                                                                    |
| 446.                                                                               | Křiž typu č. 302A na hrobě padlých vojáků. Zřídil Komitét. |                                                                                    | Svíb                                                                               |                                                                                    |
| 447.                                                                               | Křiž typu č. 302A na hrobě padlých vojáků. Zřídil Komitét. |                                                                                    | Svíb                                                                               |                                                                                    |
| 448.                                                                               | Křiž typu č. 302A na hrobě padlých vojáků. Zřídil Komitét. |                                                                                    | Svíb                                                                               |                                                                                    |
| 449.                                                                               | Křiž typu č. 302A na hrobě padlých vojáků. Zřídil Komitét. |                                                                                    | Svíb                                                                               |                                                                                    |
| 450.                                                                               | Křiž typu č. 302A na hrobě padlých vojáků. Zřídil Komitét. |                                                                                    | Svíb                                                                               |                                                                                    |
| 451.                                                                               | Křiž typu č. 302A na hrobě padlých vojáků. Zřídil Komitét. |                                                                                    | Svíb                                                                               |                                                                                    |
| 452.                                                                               | Umělecky kovaný železný kříž na hrobě příslušníků „Baterie mrtvých" – rakouské jízdní baterie č. 7./VIII, setníka Augusta van der Groebena. |                                                                                    | Chlum                                                                              |                                                                                    |
| 453.                                                                               | Pískovcový pomník s křižem z téhož materiálu označuje původní hrob rakouského plk. generálního štábu IV. armádního sboru Sigmunda Gertze von Zertin. |                                                                                    | Máslojedy                                                                          |                                                                                    |
| 454.                                                                               | Svíb – Křiž typu č. 302B na hrobě padlých vojáků. Zřídil Komitét. |                                                                                    | Svíb                                                                               |                                                                                    |
| 455.                                                                               | Kříž typu č. 302B na hrobě padlých vojáků. Zřídil Komitét. |                                                                                    | Svíb                                                                               |                                                                                    |
| 456.                                                                               | Deska z černého mramoru v ozdobném pískovcovém rámu zasazená do vnější stěny jižní zdi kostela Narození P. Marie. Práce Zdeňka Ježka z Hradce Králové. Všeobecné věnování všem rakouským vojákům, kteří zemřeli v obci Lochenice a byli pohřbeni na místním hřbitově. Zřídil Komitét roku 1912. | 1912                                                                               | Lochenice                                                                          |                                                                                    |
| 457.                                                                               | Deska z černé švédské žuly s nápisem, který připomíná zdejší pobyt Ludwiga von Benedek a poradu rakouských velitelů před bitvou u Hradce Králové. Deska věnovaná Jaroslavem Samkem byla osazena na bývalý hostinec „U města Prahy“ čp. 17 v červnu roku 1936. V listopadu 1988 byl památný dům zbořen. Deska zachráněna B. Poláčkem. Na uvolněné parcele postaven nový dům čp. 1642. Deska zde instalována v roce 1993.                                          | 1993                                                                               | Hradec Králové – Pražské Předměstí                                                 |                                                                                    |
| 458.                                                                               | Kostel Proměnění Páně (vnitřní stěna předsíně). Opuková deska npor. Antona Setwina od 12. dělostřeleckého pluku, který byl těžce zraněn v bitvě u Hradce Králové a zemřel 26. 7. 1866 ve Vraclavi u Vysokého Mýta. Zde nalezená pohozená deska byla převezena na Chlum a tam roku 1981 osazena na dnešní místo. |                                                                                    | Chlum                                                                              |                                                                                    |
| 459.                                                                               | Deska z černé žuly zasazená do pískovcového balvanu na paměť těžkého zranění por. Antona prince von Hohenzollern od pruského l. pěšího gardového pluku. Deska původně umístěna na domě čp. 9 v obci. Roku 1907 ji zřídil Spolek pro udržování hrobů a pomníků z roku 1866 v Čechách a ve Slezsku z Vratislavi. Z domu však byla sejmuta a po dlouhou dobu uložena na MNV. Pískovcový pomník, v němž je deska zasazena, byl zbudován v roce 1983 A. Zlatohlávkem. | 1907                                                                               | Rozběřice                                                                          |                                                                                    |
| 460.                                                                               | Pískovcová pyramida na podstavci z neotesaných kamenů rakouského husara pravděpodobně od 10. husarského pluku padlého 2. 7. v šarvátce poblíž obce Prasku. Pomník postaven 5. 7. 1896 Místním spolkem k udržování pomníku z roku 1866 v Novém Bydžově. | 1896                                                                               | Metličany                                                                          |                                                                                    |
| 461.                                                                               | Monumentální pískovcový trojboký obelisk zdobený vojenskými emblémy rakouských a saských vojáků zraněných v bitvě u Hradce Králové a zemřelých v Novém Bydžově. Věnoval Spolek c. k. vojenských veteránů s občany města i okresu novobydžovského. |                                                                                    | Nový Bydžov                                                                        |                                                                                    |
| 462.                                                                               | Mohutná typová pískovcová pyramida na vrcholu s dělovým křižem z téhož materiálu na hrobě 25 pruských vojáků zraněných v bitvě u Hradce Králové a zemřelých v Novém Bydžově. Věnována pruským řádem johanitů. |                                                                                    | Nový Bydžov                                                                        |                                                                                    |
| 463.                                                                               | Pískovcový jehlanec rakouského ppor. Lorence Lhotty od 18. pěšího pluku – novobydžovského rodáka – který padl 29. 6. v bitvě u Jičína. |                                                                                    | Nový Bydžov                                                                        |                                                                                    |
| 464.                                                                               | Pískovcová pyramida s křížem všeobecného věnování všem vojákům padlým v obvodu města a okresu Nového Bydžova. |                                                                                    | Nový Bydžov                                                                        |                                                                                    |
| 465.                                                                               | Mohutný pískovcový kvádrový (tzv. „skříňový") pomník průmyslníka Jindřicha Viléma Friedlaendera, předsedy místního spolku pro udržování pomníků padlých vojáků z roku 1866 v Novém Bydžově. |                                                                                    | Nový Bydžov                                                                        |                                                                                    |
| 466.                                                                               | Centrální monumentální pískovcový kříž. Návrh provedl V. Weinzettl. Odhalen byl 28. 9. 1902. Věnoval J. V. Friedlaender. | 1902                                                                               | Nový Bydžov                                                                        |                                                                                    |
| 467.                                                                               | Kříž typu č. 302A na hrobě padlých vojáků obnoven Komitétem. |                                                                                    | Svíb                                                                               |                                                                                    |
| 468.                                                                               | Pískovcová typová pyramida věnovaná 4 pruským vojákům. Zazděna ve stěně stodoly usedlosti čp. 2. |                                                                                    | Benátky                                                                            |                                                                                    |
| 469.                                                                               | Litinový ozdobný kříž na pískovcovém podstavci všeobecného věnováni všem padlým v obvodu obce. Roku 1869 zřízen nákladem občanů Hořiněvsi. | 1869                                                                               | Hořiněves                                                                          |                                                                                    |
| 470.                                                                               | Prostý pískovcový kvádr věnovaný pruskému poručíku Carlu von Wintzingerode od 3. magdeburského pěšího pluku č. 66. Památka se nachází ve Sportovní ul. v zahrádce před domem čp. 521, kam byla přemístěna. |                                                                                    | Malšovice                                                                          |                                                                                    |
| 471.                                                                               | Pískovcová stéla civilní oběti bitvy J. Rubina z Dohaliček. |                                                                                    | Hořice                                                                             |                                                                                    |
| 472.                                                                               | Kříž typu 302B na hrobě padlých vojáků na jihovýchodním konci Havrance. |                                                                                    | Svíb                                                                               |                                                                                    |
| 473.                                                                               | Vysoký jehlanec z bílého mramoru na hrobě 5 pruských vojáků věnovaný r. 1896 Spolkem k udržování pomníků z r. 1866 v Novém Bydžově. Autorem pomníku M. Freund z Nového Bydžova. | 1896                                                                               | Vysoké Veselí                                                                      |                                                                                    |
| 474.                                                                               | Votivní kříž na paměť války r. 1866. |                                                                                    | Nový Bydžov                                                                        |                                                                                    |

| Seznam pomníků z bitvy u Hradce Králové roku 1866 | 1–150 \| 151–300 \| 301–474 |